# 上韋拉
26°45′20″S 55°45′59″W / 26.75556°S 55.76639°W
上韋拉（西班牙語：Alto Verá），是巴拉圭的城鎮，位於該國東南部，由伊塔普阿省負責管轄，始建於1984年12月20日，面積1,114平方公里，2002年人口13,799，人口密度每平方公里12.4人。